# Ferdinand Leenhoff
Ferdinand Karel Adolf Constantijn Leenhoff, né à Zaltbommel le 24 mai 1841 et mort à Nice le 25 avril 1914, est un peintre et sculpteur néerlandais.

## Biographie
Né à Zaltbommel, Ferdinand Leenhoff est le fils de Carolus Antonius Leenhoff (1807-1878), carillonneur et professeur de musique, et de Martina Adriana Johanna Ilcken (1807-1876). Vers 1847, sa mère l'emmène avec certains de ses frères et sœurs à Paris où habitait sa grand-mère et s'y installe.
À Paris, Leenhoff est l’élève du sculpteur franco-américain Joseph Mezzara (1820-1901) que sa sœur Mathilde Leenhoff (1837-1922) épouse en 1856.
En 1863, sa sœur aînée Suzanne Leenhoff (1829-1906) épouse Édouard Manet (1832-1883) dont elle avait fait la connaissance en 1849, en donnant des leçons de piano. Mère d'un fils naturel, Léon-Édouard Koëlla, dit Leenhoff (né en 1852) elle vivait célibataire aux Batignolles dans l'ancienne « rue de l'Hôtel-de-Ville » (partie de l'actuelle rue des Batignolles) non loin de l'atelier du peintre. Celui-ci, parrain de l'enfant, venait les voir tous les jours. Elle avait été pendant de nombreuses années la compagne discrète de Manet avant d'emménager avec lui en 1860 et de devenir son épouse légitime en 1863. Ferdinand Leenhoff est l’un des deux hommes (au centre) posant pour le tableau Le Déjeuner sur l'herbe (1863), œuvre de son beau-frère.
Une autre sœur, Martina Adriana Johanna (née en 1834) était mariée au peintre Jules Vibert (1815-1889).
Ferdinand Leenhoff expose au moins depuis 1863 régulièrement au salon de Paris où il est récompensé à partir de 1869 par plusieurs médailles. Il était membre de la société des artistes français.
Selon les catalogues du salon de Paris, il a habité successivement dans le quartier des Batignolles, au 38, ancienne rue Saint-Georges (actuelle rue des Apennins) en 1863 et au 19, rue des Moines en 1865, puis sur la rive gauche, quartier du Montparnasse au 25, ancienne rue Humboldt (rue Jean-Dolent) vers 1867/1869 où logeait également son frère, le peintre Rudolph Leenhoff (1844-1903). De 1877 à 1880, son domicile est indiqué au 97, boulevard d'Enfer puis, en 1882, au no 293 de cette même voie (renommée boulevard Raspail en 1887).
Ferdinand Leenhoff épouse en 1875 Emilie Julie Geneviève François, fille du graveur Alphonse François (1814-1888), demeurant 1, place de l'Estrapade qui est aussi l'adresse du couple en 1883 et le lieu de décès d'Alphonse François. Leenhoff y loge encore en 1888.
Par la suite, il retourne aux Pays-Bas. De 1890 à 1899, il est professeur à l’Académie royale des beaux-arts d'Amsterdam.
Ferdinand Leenhoff meurt à Nice le 25 avril 1914.

## Œuvres
En France
- Fresnes (Val-de-Marne), avenue du parc des Sports : Byblis changée en source, Salon de 1879, marbre.
- Paris, cimetière de Passy : Buste d'Édouard Manet, bronze ornant la sépulture du peintre[8],[9].
- Paris, cimetière des Batignolles : Buste de Lorenzo Pagans, bronze ornant la sépulture du musicien et chanteur.

Aux Pays-Bas
- Amsterdam, Thorbeckeplein : Monument à Johan Rudolf Thorbecke, 1876.
- Amsterdam, Rijksmuseum : Byblis changé en source, bronze.
- Hoorn : Monument à Jan Pieterszoon Coen, 1887.
- Utrecht, place du Dôme, devant l’université : Monument à la reine Wilhelmine, 1892.

Œuvres de Ferdinand Leenhoff
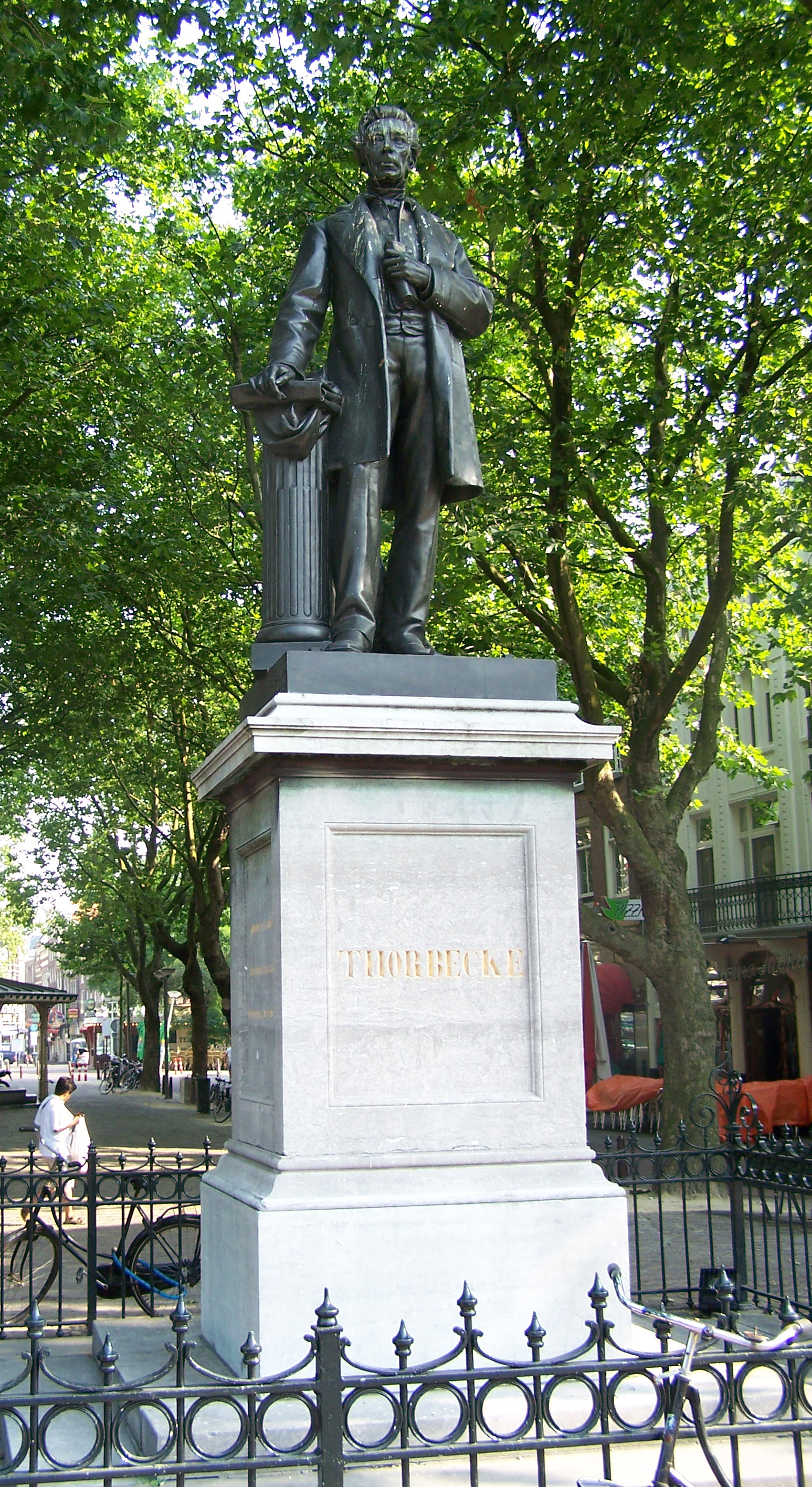
Monument à Johan Rudolf Thorbecke (1876), Amsterdam, Thorbeckeplein.
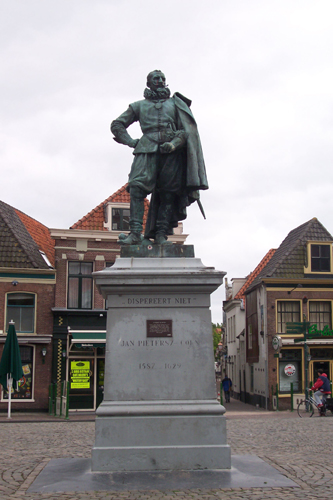
Monument à Jan Pieterszoon Coen (1887), Hoorn.
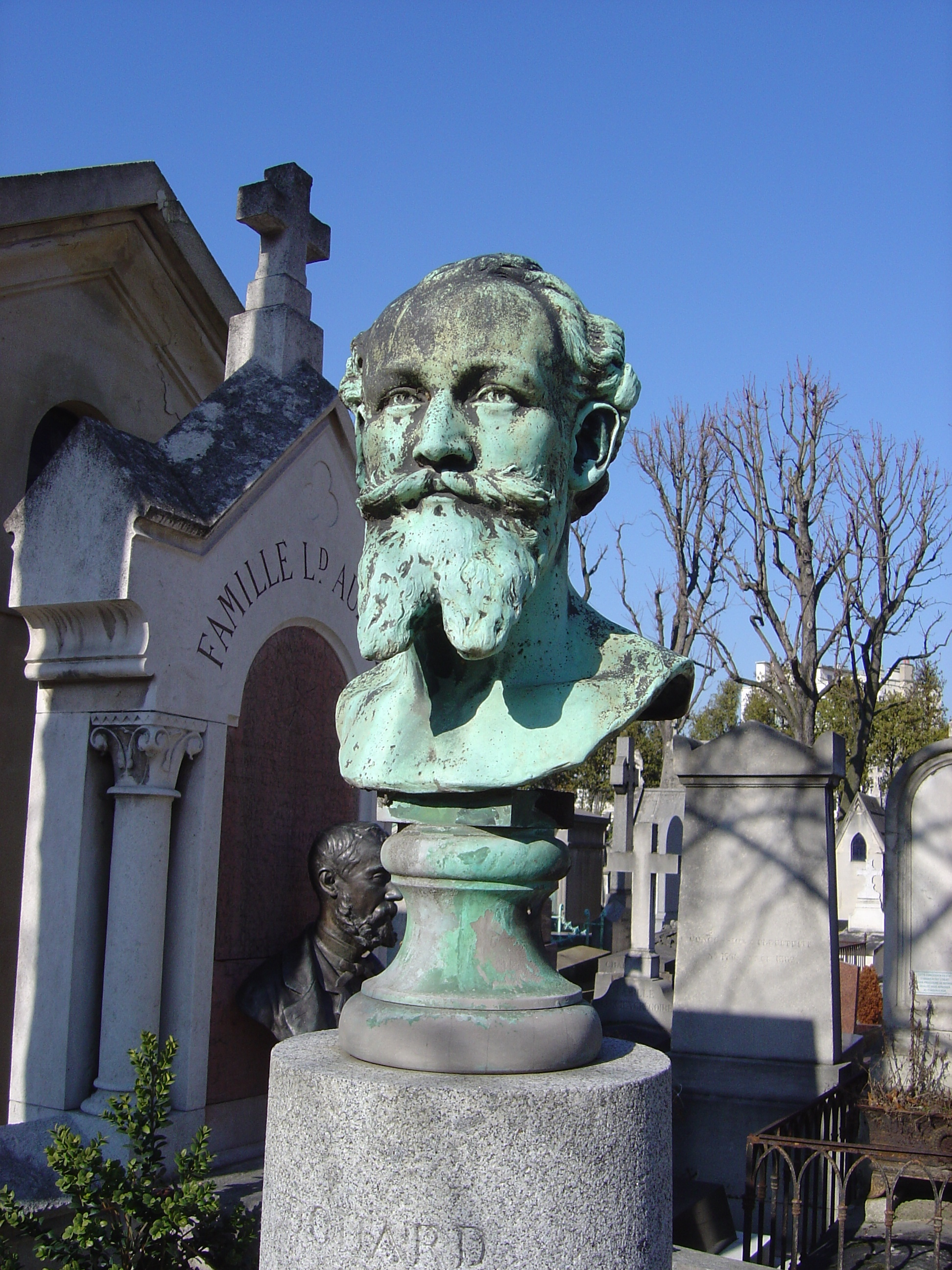
Buste d'Édouard Manet, Paris, cimetière de Passy.
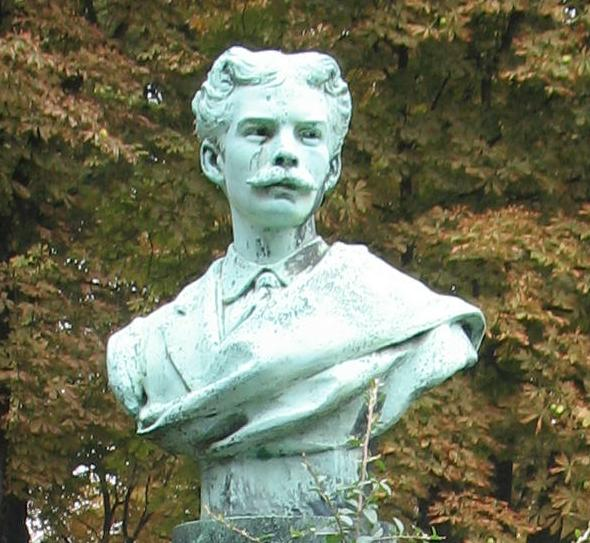
Buste de Lorenzo Pagans, Paris, cimetière des Batignolles.